# Dan Găureanu
Victor Dan Găureanu, mai cunoscut ca Dan Găureanu (n. 15 noiembrie 1967, Nicolae Bălcescu, România – d. 20 mai 2017, Craiova, România) a fost scrimer și antrenor român specializat pe sabie. 

## Biografie
A fost laureat cu bronz pe echipe la Campionatul Mondial din 1994 și din 2001. A participat la două editie ale Jocurilor Olimpice: Barcelona 1992 și Sydney 2000. A fost campion a României în 1993, 1994, și 1998.
După ce s-a retras din competiție a devenit antrenor de scrimă si a pregatit lotul olimpic de sabie alături de Mihai Covaliu și Florin Zalomir.